# Gediz Vallis
La Gediz Vallis è una struttura geologica della superficie di Marte.